# Abels sætning
I reel analyse relaterer Abels sætning for potensrækker en potensrækkes grænseværdi med summen af dens koefficienter. Sætningen er opkaldt efter den norske matematiker Niels Henrik Abel.

## Sætning
Lad a = {ai: i ≥ 0} være en følge af reelle eller komplekse tal og lad
{\displaystyle G_{a}(z)=\sum _{i=0}^{\infty }a_{i}z^{i}\,}
være potensrækken med koefficienter a. Antag at rækken
{\displaystyle \sum _{i=0}^{\infty }a_{i}} konvergerer.
Da gælder, at
{\displaystyle \lim _{z\to 1^{-}}G_{a}(z)=\sum _{i=0}^{\infty }a_{i}.\,\ \ (*)}
I det specielle tilfælde, hvor alle koefficienter ai er reelle og ai ≥ 0 for alle i gælder ovenstående formel {\displaystyle (*)} også, når rækken {\displaystyle \sum _{i=0}^{\infty }a_{i}} ikke konvergerer. Det vil sige, at begge sider er lig {\displaystyle +\infty .}

## Bemærkning
I en mere generel version af denne sætning gælder, at hvis r er et reelt tal forskelligt fra nul, for hvilket rækken
{\displaystyle \sum _{i=0}^{\infty }a_{i}r^{i}} konvergerer, er
{\displaystyle \lim _{z\to r}G_{a}(z)=\sum _{i=0}^{\infty }a_{i}r^{i},\,\ \ }
forudsat at grænseværdien forstås som grænseværdien fra venstre, hvis r er positiv og fra højre, hvis r er negativ.

## Eksempler
Lad {\displaystyle f(x)=\sum _{n\geq 1}{\frac {(-1)^{n+1}x^{n}}{n}}=\log(1+x).} Da {\displaystyle \sum _{n\geq 1}{\frac {(-1)^{n+1}}{n}}} konvergerer (af konvergenskriteriet for alternerende rækker,) fås at
{\displaystyle \lim _{x\to 1^{-}}f(x)=\log 2=\sum _{n\geq 1}{\frac {(-1)^{n+1}}{n}}.}
Lad {\displaystyle g(x)=\sum _{n\geq 0}{\frac {(-1)^{n}x^{2n+1}}{2n+1}}=\arctan(x).} Igen fås af konvergenskriteriet for alternerende rækker, at {\displaystyle \sum _{n\geq 0}{\frac {(-1)^{n}}{2n+1}}} konvergerer, og at
{\displaystyle \lim _{x\to 1^{-}}g(x)=\arctan(1)={\frac {\pi }{4}}=\sum _{n\geq 0}{\frac {(-1)^{n}}{2n+1}}.}

## Anvendelse
Abels sætning giver mulighed for at finde grænseværdien af en potensrække, når dens argument (dvs. z) nærmer sig 1 fra venstre, selv i tilfælde, hvor rækkens konvergensradius, R, er lig 1, hvor det så under normale omstændigheder ikke er muligt at bestemme, hvorvidt grænsen er endelig eller ej.
Ga(z) kaldes den genererende funktion for en følge a. Abels sætning er ofte anvendelig i behandlingen af genererende funktioner for reelle og ikke-negative følger, såsom sandsynlighedsgenererende funktioner. Specielt er den brugbar i teorien for Galton-Watson-processer.